# Čajna tradicija
Čajna tradicija ima svoje začetke na Kitajskem, kasneje so jo na Japonskem povzdignili v kult čaja. Dolga osamitev Japonske od preostalega sveta v preteklosti je omogočila hiter razvoj tega kulta, ki je prevzel vse sloje prebivalstva ter vsa področja kulture: od arhitekture, običajev, oblačil, kuhinje in keramike pa do umetnosti in književnosti.  Bistvo temelji na čaščenju človeške nepopolnosti. V čaju so videli harmonijo, čistost in lepoto v kontrastu s turobno stvarnostjo vsakdanjosti.
Zgodovino čaja razdelimo v tri obdobja, ki izdajajo tudi duh in filozofijo svojega časa. V izrazju umetnostne zgodovine bi jih lahko imenovali kot klasično, romantično in naturalistično šolo čaja.

## Klasika
Čaj so v zdravilstvu in botaniki poznali že pred tem obdobjem (v obliki paste), uporabljali so ga predvsem za blažitev izčrpanosti, krepitev volje in izboljševanja vida. Budisti so ga uporabljali med meditacijo, saj je preprečeval zaspanost med dolgimi urami meditacije. Približno v 4. stoletju je postal zelo priljubljen med prebivalstvom doline reke Jangce. Takrat so liste najprej soparili in jih nato stolkli v posebnem možnarju. S tega so naredili nekakšno pogačo, ki so jo kuhali z rižem, soljo, ingverjem, pomarančno lupino, začimbami in mlekom (včasih tudi čebulo). Ostanke te navade lahko najdemo še danes pri nekaterih Tibetancih in mongolskih plemenih, tudi ponekod v Rusiji. V obdobju kitajske dinastije Tang je pesnik Lu Yu (sredina 8. stoletja) izdal pomembno delo Cha Jing (v sloveščini: čajna klasika), kjer je opisal celotni potek za pripravo čaja in obred. Skozi poglavja nam predstavi najprej čajavec, nato opremo za obiranje čajevca in pripravo čaja, postopek pridelovanja, keramiko, ... Eno glavnih poglavij opisuje način za pripravo čaja, kjer se osredotoči na izbiro vode, pravilno temperaturo vode in postopek kuhanja.

## Romantika
Z dinastijo Sung (11. stoletje) je prišel v modo stepeni čaj, pojavi se drugačna šola čaja, drugačna priprava in orodja. Tukaj so liste zmleli v fin prah s kamnitim mlinčkom. Prah so nato z metlico iz razcepljenega bambusa žvrkljali v vroči vodi. V tem obdobju se poveča tudi navdušenje za čaj, celo vladar je zapravljal svoje imetje za nakupe redkih vrst. Ideologija se je povezala predvsem z daoisti: nesmrtnost naj bi bila v spreminjanju. Bistvo naj bi bilo v dopolnjevanju, ne v dopolnitvi - zanimiv je proces, ne dejanje. Budisti (zenovska sekta na jugu kitajske) so takrat tudi opravljali poseben čajni obred, ki se je v 15. stoletju močno razširil po celotni Kitajski.

## Naturalizem
V 13. stoletju so mongolska plemena zasedla Kitajsko in uničila kulturo dinastije Sung. Ko se je Kitajska ponovno osvobodila v 15. stoletju pod dinastiji Ming, so čaj začeli uživati na nov način. Spremenil se je obred in drugi običaji iz obdobja Sung. Čaj so po novem uživali tako, da so liste čajevca namakali v vroči vodo v skodelici oz. posodi. Tak način se je ohranil do danes, na zahodu predvsem v obliki zmletih suhih listov, v različnih mešanicah. Vendar je obred na Kitajskem zgubil svoj pomen, dolgo trpljenje Kitajcev pod različnimi vladarji jim je odvzelo hrepenenje po smislu življenja. Čaj se je ohranil le kot izvrsten napitek, ne več kot ideal in simbol lepote.
- Okakura Kakuzo, Knjiga o čaju / Prevod: Andrej E. Skubic / Ljubljana: Študentska založba, 2006